# Камышинский сельсовет (Алтайский край)
Камышинский сельсовет — муниципальное образование со статусом сельского поселения и административно-территориальное образование в Немецком национальном районе Алтайского края России. Административный центр — село Камыши.

## Демография
По результатам Всероссийской переписи населения 2010 года, численность населения муниципального образования составила 609 человек, в том числе 305 мужчин и 304 женщины. Оценка Росстата на 1 января 2012 года — 593 человека.

## Населённые пункты
В состав сельского поселения входит один населённый пункт — село Камыши.